# Grisaille

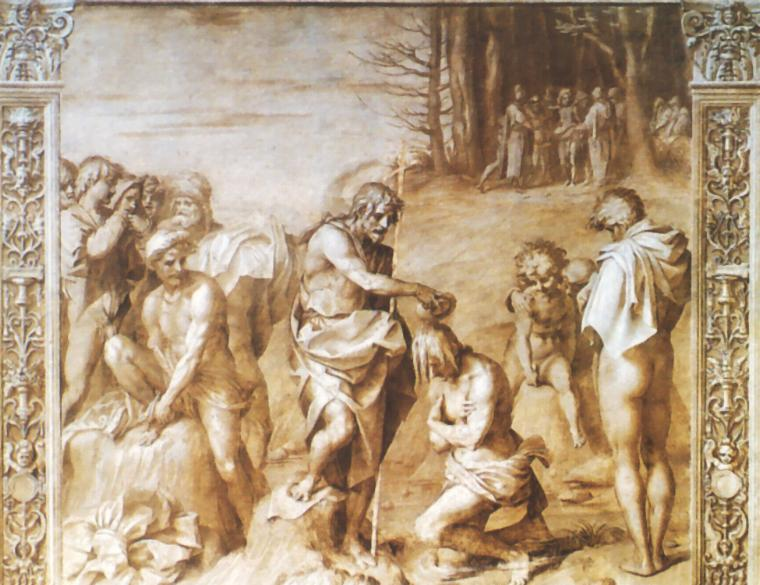
Chrzest Chrystusa Andrea del Sarto

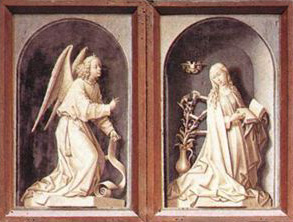
Rogier van der Weyden, Sąd Ostateczny (rewersy skrzydeł)

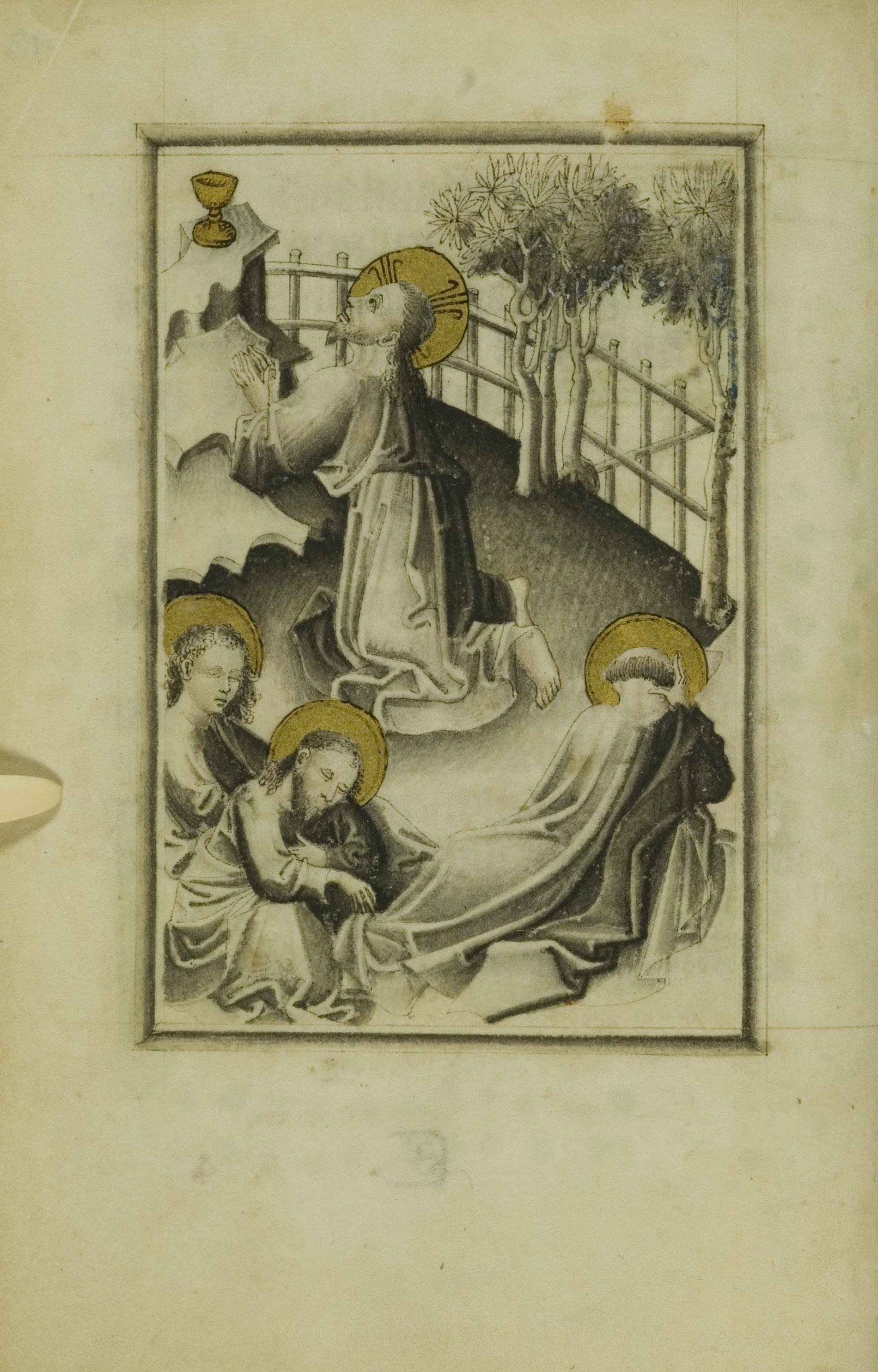
Miniatura z Modlitewnika niderlandzkiego (zbiory Biblioteki Narodowej)

Grisaille, en grisaille (fr. gris – siwy, szary, popielaty; grisaille – szarość, szarzyzna; en grisaille – w szarościach) – monochromatyczna technika malarska oraz obrazy uzyskane tą techniką, dające złudzenie trójwymiarowości. Używana do kunsztownego naśladownictwa kamiennych rzeźb, reliefów lub sztukaterii. Do malowania stosuje się tylko różne odcienie szarości (do białego włącznie).
Technika en grisaille stanowi najczystszą formę malarstwa camaïeu (en camaïeu), w którym używa się tylko jednego koloru zróżnicowanego wyłącznie walorowo.
Malarstwo en grisaille znane było już w starożytności. W średniowieczu malowano tą techniką zewnętrzne powierzchnie (rewersy) skrzydeł ołtarzy (Jan van Eyck, Hans Memling, Rogier van der Weyden). Stosowano je też w witrażach, zwłaszcza w kościołach cysterskich. W okresie renesansu tworzono je z myślą o efektach rzeźbiarskich skończonego dzieła (np. fresk Giotta Cnoty i Przywary w Kaplicy Scrovegnich w Padwie). Taki typ malarstwa rozpowszechnił się w sztuce holenderskiej i niemieckiej XVII w. oraz we Francji w XVIII w. Szczególnie dużą popularnością cieszył się w okresie klasycyzmu.